# Modestas Paulauskas
Modestas Juozapas Paulauskas (Klaipėda, 19 de março de 1945) é um ex-basquetebolista e treinador lituano que integrou a seleção soviética que conquistou a medalha de ouro disputada nos XX Jogos Olímpicos de Verão realizados em Munique em 1972 e a medalha de bronze nos XIX Jogos Olímpicos de Verão em 1968 na Cidade do México.